# Пассаж (гостиница, Одесса)
Гостиница «Пассаж» — гостиница и крытые торговые ряды, памятник истории и архитектуры конца XIX — начала XX века в городе Одесса. Находятся по адресу улица Преображенская, 34 (пересечение улиц Дерибасовская и Преображенская, Приморский район).

## История здания

### До «Пассажа»
«Пассаж» построен на историческом месте — первоначальные строения принадлежали двум российским офицерам, получившим участок под застройку в конце XVIII века и купленным под постройку доходного дома в 1822 год предпринимателем М. А. Крамаревым. Дом был построен в 40-х годах XIX века. В доме Крамарева квартировал брат известного русского поэта Александра Сергеевича Пушкина — Лев Сергеевич, служивший чиновником на Одесской таможне. Л. С. Пушкина в доме Крамарева посещали представители интеллектуальной элиты города, именитые приезжие, в том числе писатель Николай Васильевич Гоголь. Долгое время дом принадлежал коллежской асессорше Анне Синициной, у которой и приобрёл его для сноса и строительства на его месте «Пассажа» М. Я. Менделевич — купец первой гильдии, глава экспортной компании, занимавшейся хлебной торговлей. Менделевич владел в Одессе несколькими строениями, однако «Пассаж» обессмертил его имя, поскольку этот торговый комплекс одесситы и гости города стали называть «Пассажем Менделевича».

### Строительство здания

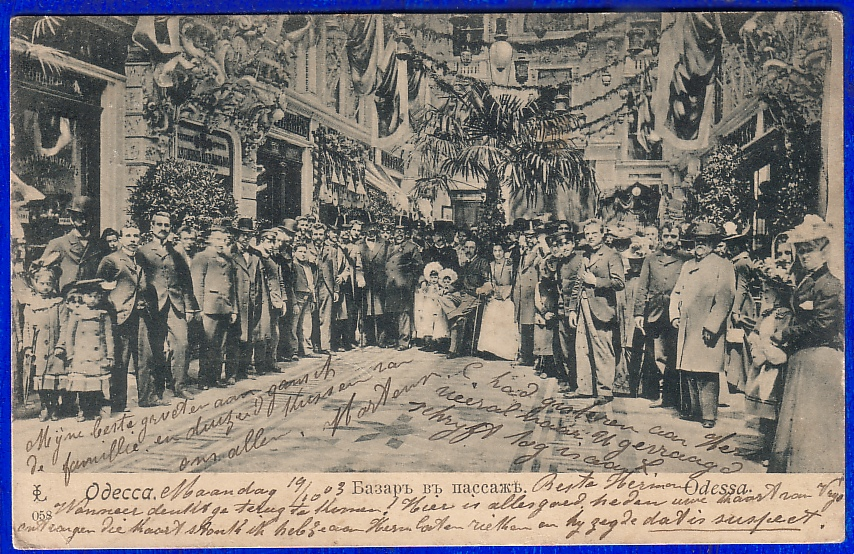
Почтовая открытка с фотографией момента торжественного открытия торговых рядов в «Пассаже».

Современное здание было построено в 1898—1899 годах. Освящено 23 января 1900 года. Заказчиком строительства выступил одесский купец первой гильдии Моисей Яковлевич Менделевич.
Авторами проекта были архитекторы Лев Влодек (руководитель группы) и Товий Фишель, скульптор Самуил Мильман. Скульптурная группа сохранилась не в первоначальном виде по причине пожара 31 октября 1901 года, уничтожившего её часть и башенку над главным входом, на углу улиц Преображенская и Дерибасовская, и более не восстановленные. Основными фигурами группы являются Меркурий и Фортуна, неоднократно повторяющиеся в элементах декора.
На момент сдачи в эксплуатацию «Пассаж» был оборудован по наиболее современным на тот момент стандартам — электрическое освещение, которое обеспечивалось собственной электростанцией, паровое отопление, телефоны, лифт. В гостинице насчитывалось 162 комфортабельных номера.
Название здания — «Пассаж» в одной из версий перевода с французского означает «коридор, по обеим сторонам которого расположены магазины».
После завершения строительства «Пассаж» представлял собой новый тип торгового центра. Первые этажи здания изначально обустроены как торговые места. До строительства «Пассажа» аналогичные торговые центры в Одессе возводились путём перестройки торговых рядов в один или два этажа, окаймляющих городские рынки.

### История

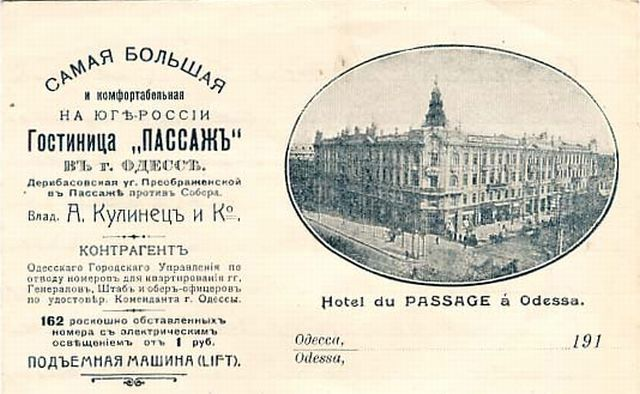
Почтовый конверт с рекламной информацией о гостинице «Пассаж». 1910-е.

Благодаря месторасположению — в самом центре города, до большевистского переворота в Пассаже находились самые солидные магазины города: ювелирный — Я. Кохрихт, парфюмерный и галантерейный — Л. Аудерского-младшего, белья — В. Кацмана, гастрономический — Г. Беккеля, галантереи — Я. Гальперина, посудный — «Товарищества М. Кузнецова», книжный— «Нового времени» А. Суворина, почтовых открыток — Г. Эйшиского, кроме того в здании «Пассажа» находилась "Придворная фотография «Пассаж» Я. Белоцерковского. Торговля граммофонами и музыкальными инструментами была представлена магазинами торгового дома «Полякин и сыновья» и Лауры Иозефер.
Из путеводителя по Одессе 1900 г. издания:

По своей легкой архитектуре и красивой отделке пассаж является одним из лучших в России. Наружный фасад огромного здания и обширный, под стеклянной крышей, двор по обе стороны занят магазинами и разными торговыми фирмами. Привлекает массу публики. Особенно эффектен вечером, при электрическом освещении. Подъемная машина для передвижения публики. Под зданием галереи с рельсовым путём, сообщающимся с черным двором посредством особых люков. Товары, сбрасываемые в люки, развозятся в вагонетках по запасн. складам всех находящихся в пассаже магазинов. Здание обошлось в 1,300,000 р.
В годы НЭПа, помимо гостиницы и магазинов, в здании размещались различные советские учреждения. Кроме того, в это же время, из 162 номеров «Пассажа» переоборудованы в 181.
Неоднократно менялось и название улицы, на которой расположен «Пассаж» — «Преображенская», «Троцкого», «10-летия Рабоче-Крестьянской Красной Армии», «Советской армии», а с середины 90-х годов XX века вновь Преображенская.
В годы румынской оккупации Одессы (1941-1944 гг.) «Пассаж» функционировал в обычном режиме, даже названия магазинов были сохранены на украинском языке.
Одним из самых известных и наиболее долго (около 100 лет), просуществовавших без изменения профиля элементом «Пассажа» являлся «Центральный гастроном» (находился в помещении на первом этаже на углу улиц Дерибасовская и Преображенская). Профиль торгового помещения гастронома изменён лишь в начале XXI века. В настоящее время в помещении находится ювелирный магазин.
Вслед за появлением новых арендаторов в этом культовом месте начались перемены. Прямо перед новым годом была установлена подсветка статуй второго яруса и начались работы по чистке и покраске фасада со стороны Преображенской улицы.

## Современное состояние

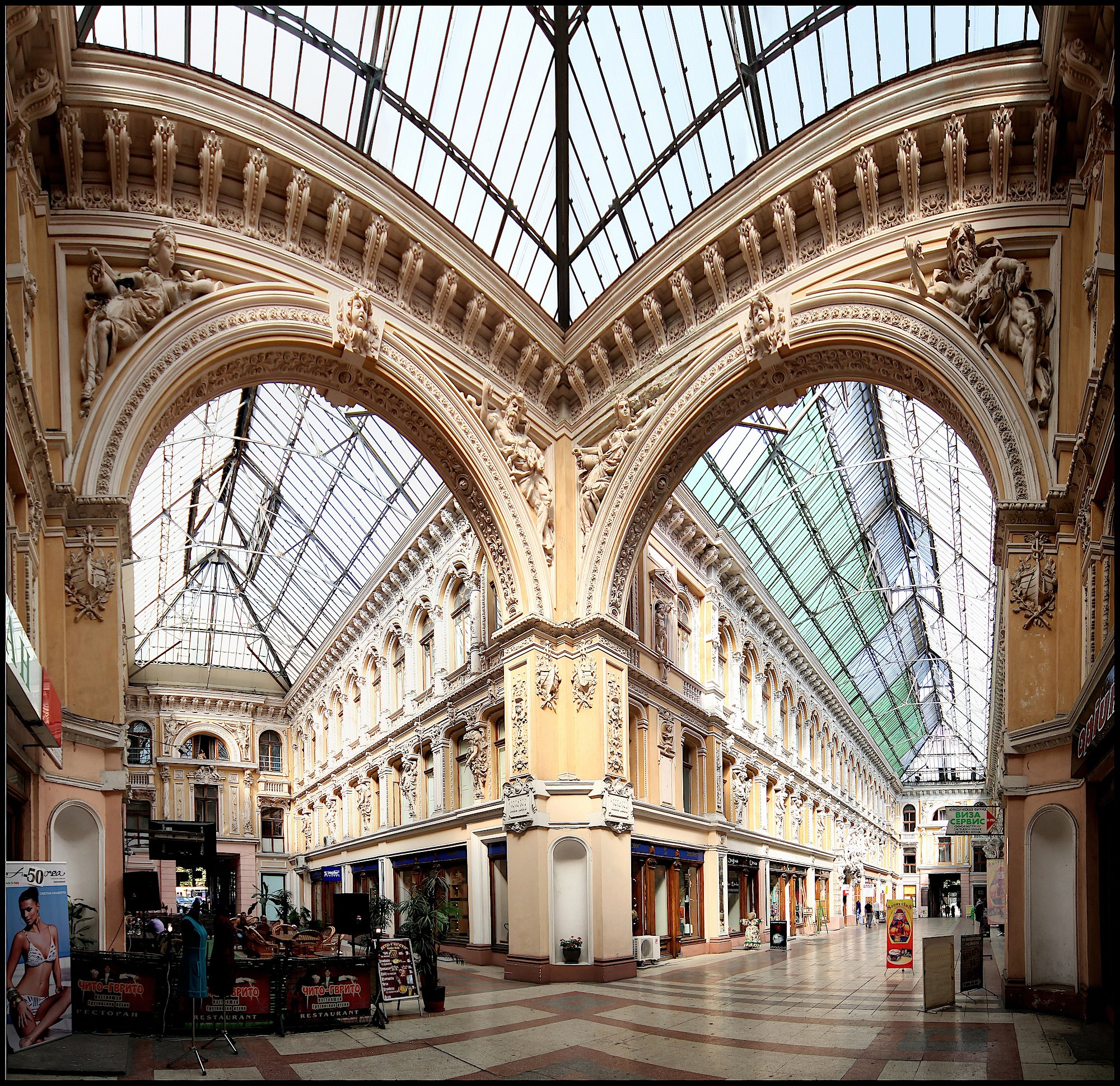
Внутренняя галерея Одесского «Пассажа»

Архитектура и профиль здания Пассажа — гостиница с торговыми помещениями сохранены по настоящее время в оригинальном виде и внесены в реестр памятников архитектуры.
В конце 2016 года по инициативе новых арендаторов была проведена подсветка статуй второго яруса и на 2017 год запланировано освещение статуй 3-го яруса.

## Продажа здания в начале XXI века
В ноябре 2003 года городской совет Одессы дал согласие на вступление города в созданное с участием частных инвесторов — ООО «Укрбудсервис» и американской корпорации Clear Water Bay Hotels — закрытое акционерное общество «Пассаж». Как писали региональные средства массовой информации, фирмы ООО «Укрбудсервис» и Clear Water Bay Hotels принадлежали одесским бизнесменам Борису Кауфману и Александру Грановскому. Взносом громады в ЗАО «Пассаж» стало здание гостиницы, взамен которого в собственности города было закреплено 35 % акций общества. Взносом частных инвесторов в уставный фонд должны были стать 11 млн долларов США, которые они обязались потратить в течение трёх лет (до 2006 года) на завершение реконструкции комплекса.
В течение нескольких лет после продажи, до 2013 г., частные инвесторы так и не приступили к реконструкции здания. Менеджмент объяснял задержку начавшимся финансовым кризисом и сложностями с получением заёмного финансирования.
Формально торгово-гостиничный комплекс оставался под контролем города, так как горсовет имел блокирующий пакет акций ЗАО «Пассаж». Однако со временем доля города сократилась до 24,695 % акций.
В июле 2013 г. на сессии горсовета Одессы депутаты с третьего раза набрали необходимое количество голосов для принятия решения о продаже оставшихся 24,6 % акций ЗАО «Пассаж» владельцам контрольного пакета — бизнесменам Борису Кауфману и Александру Грановскому. Во время голосования в сессионном зале были зафиксированы различные нарушения, в частности использование карточек депутатов, отсутствовавших в зале.
Прокуратура Одессы обращалась к мэру Одессы Алексею Костусеву с требованием отменить решение горсовета о продаже 24,6 % акций ЗАО «Пассаж».
В данный момент гостинично-торговым комплексом управляет сторонняя компания.

## В кинематографе
В Пассаже снят ряд эпизодов фильма «Приморский бульвар» (в нём Саша пытается найти Лену, исполняют танец страховые агенты, Саша участвует в реставрации фасада здания и т. д.)

## Галерея

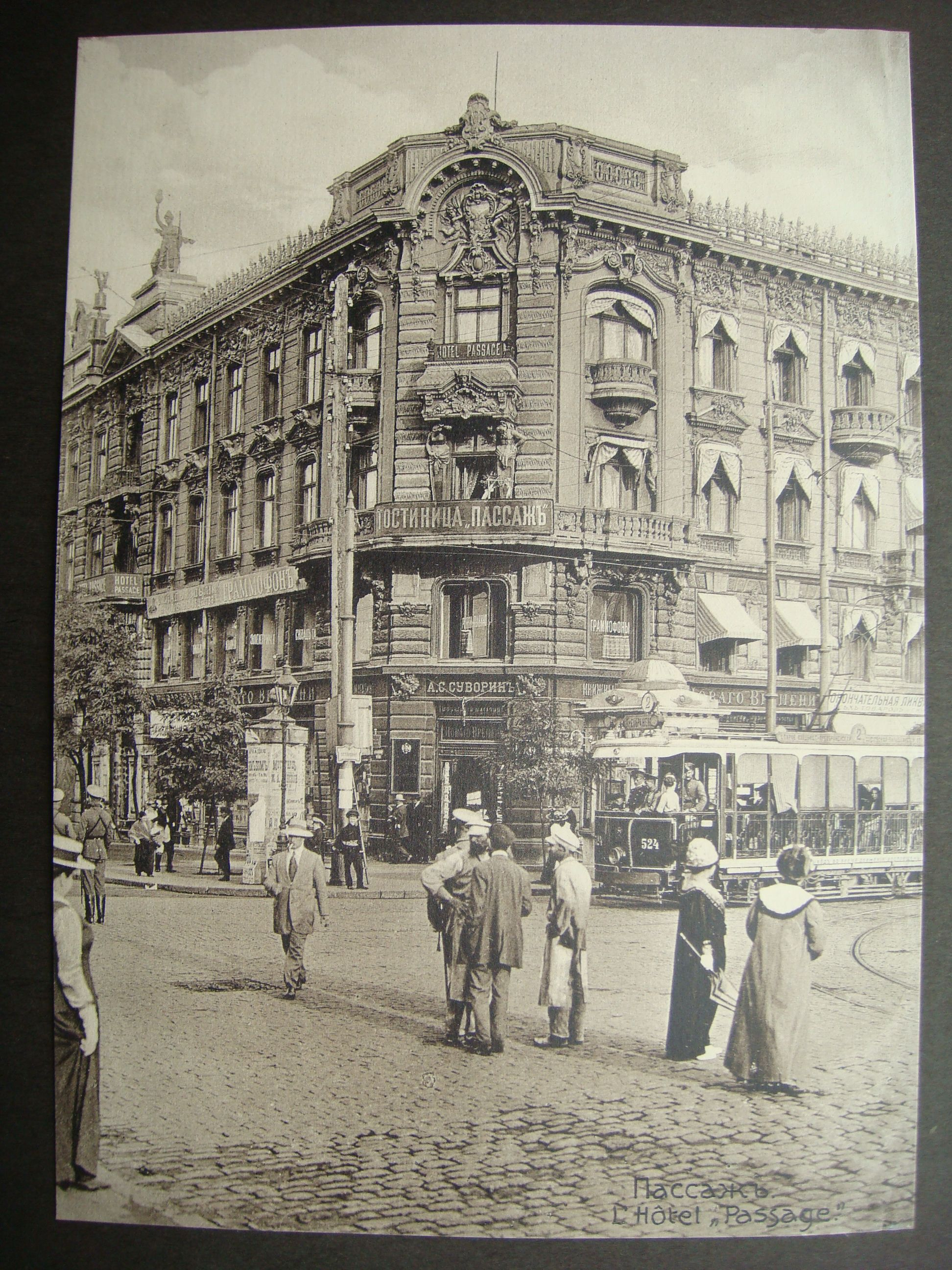
«Пассаж» в начале XX века (уже после пожара, уничтожившего угловую башенку)
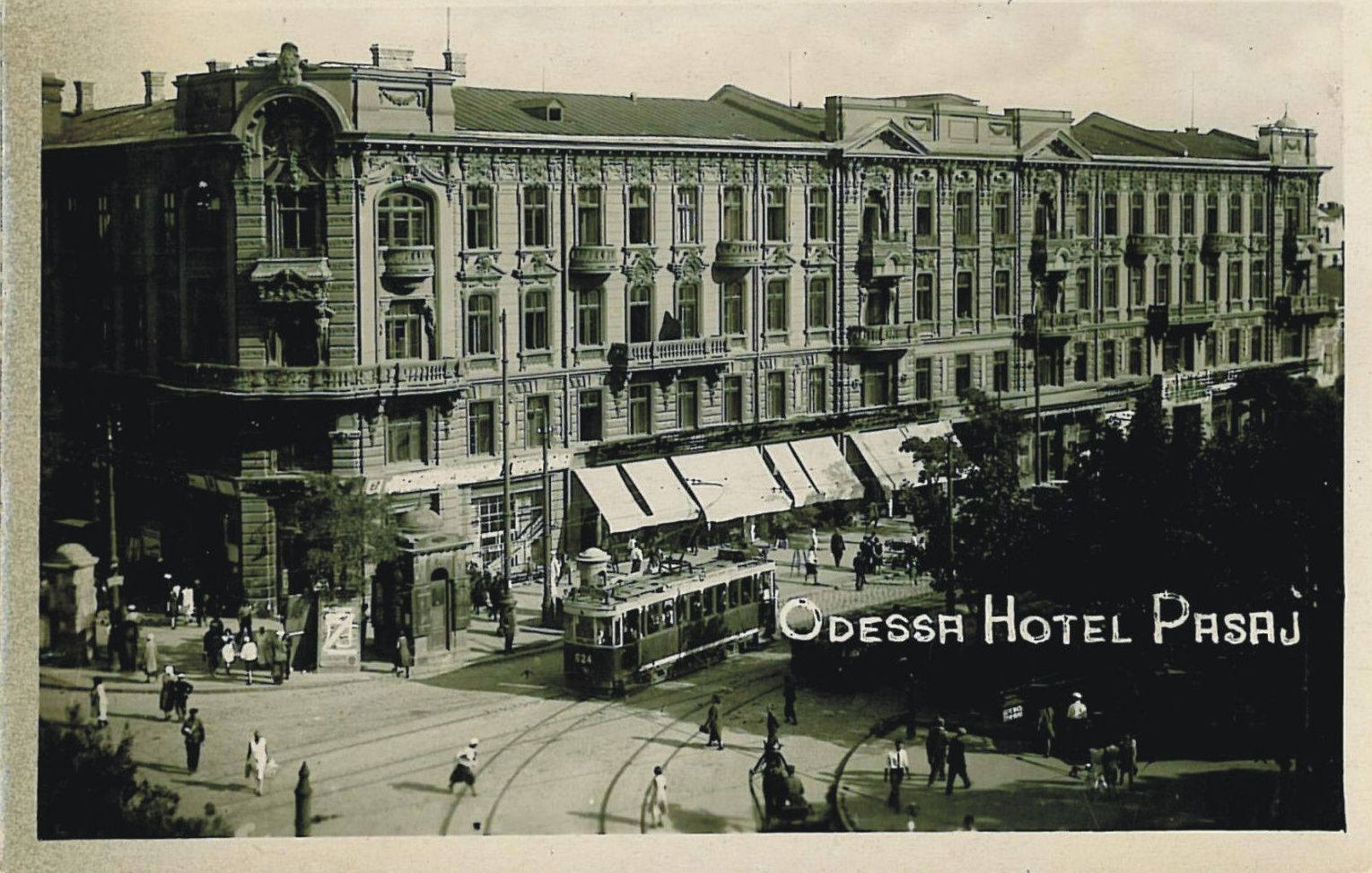
Открытка с видом на гостиницу, 1940-е годы
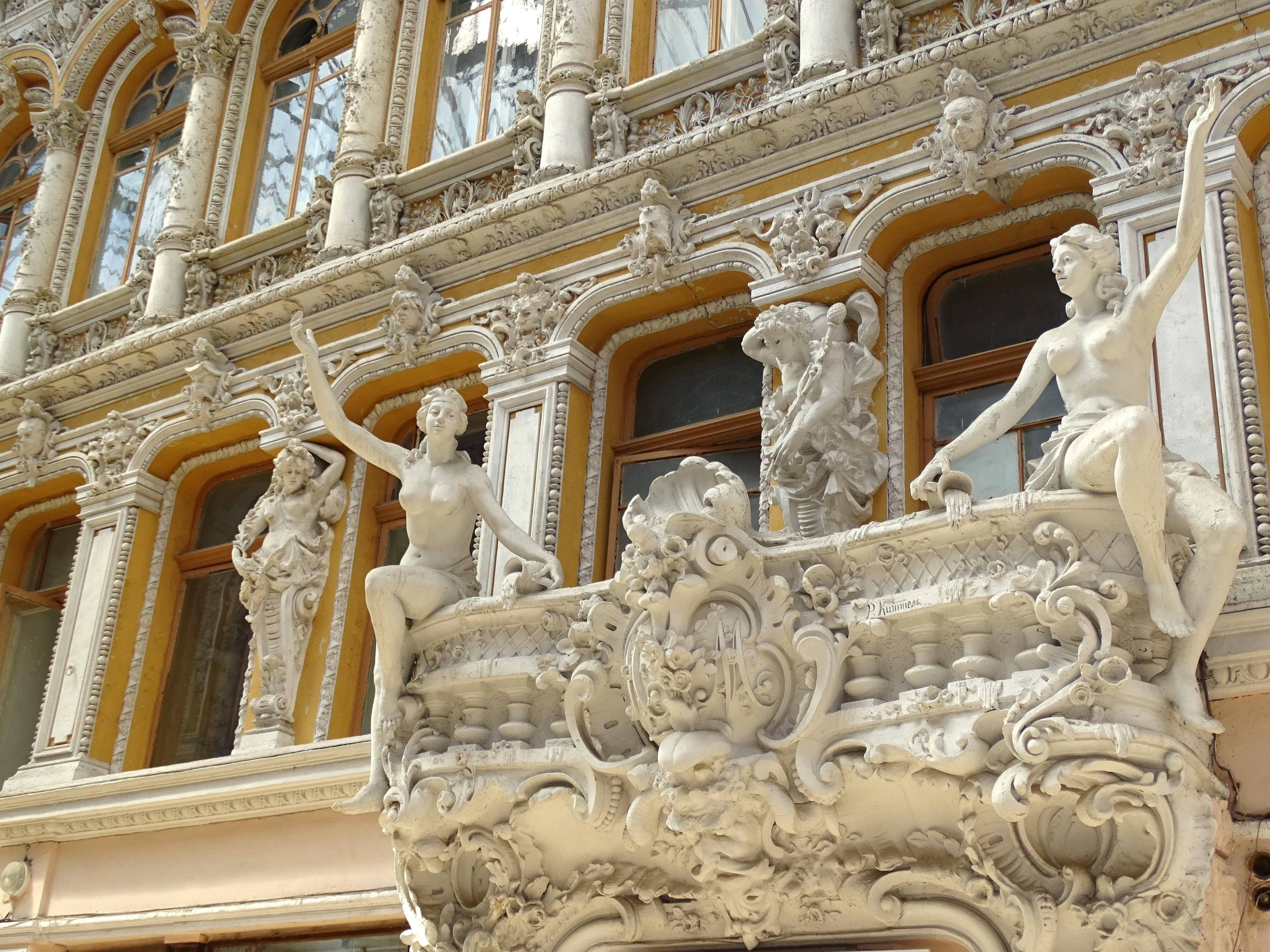
Внутреннее убранство
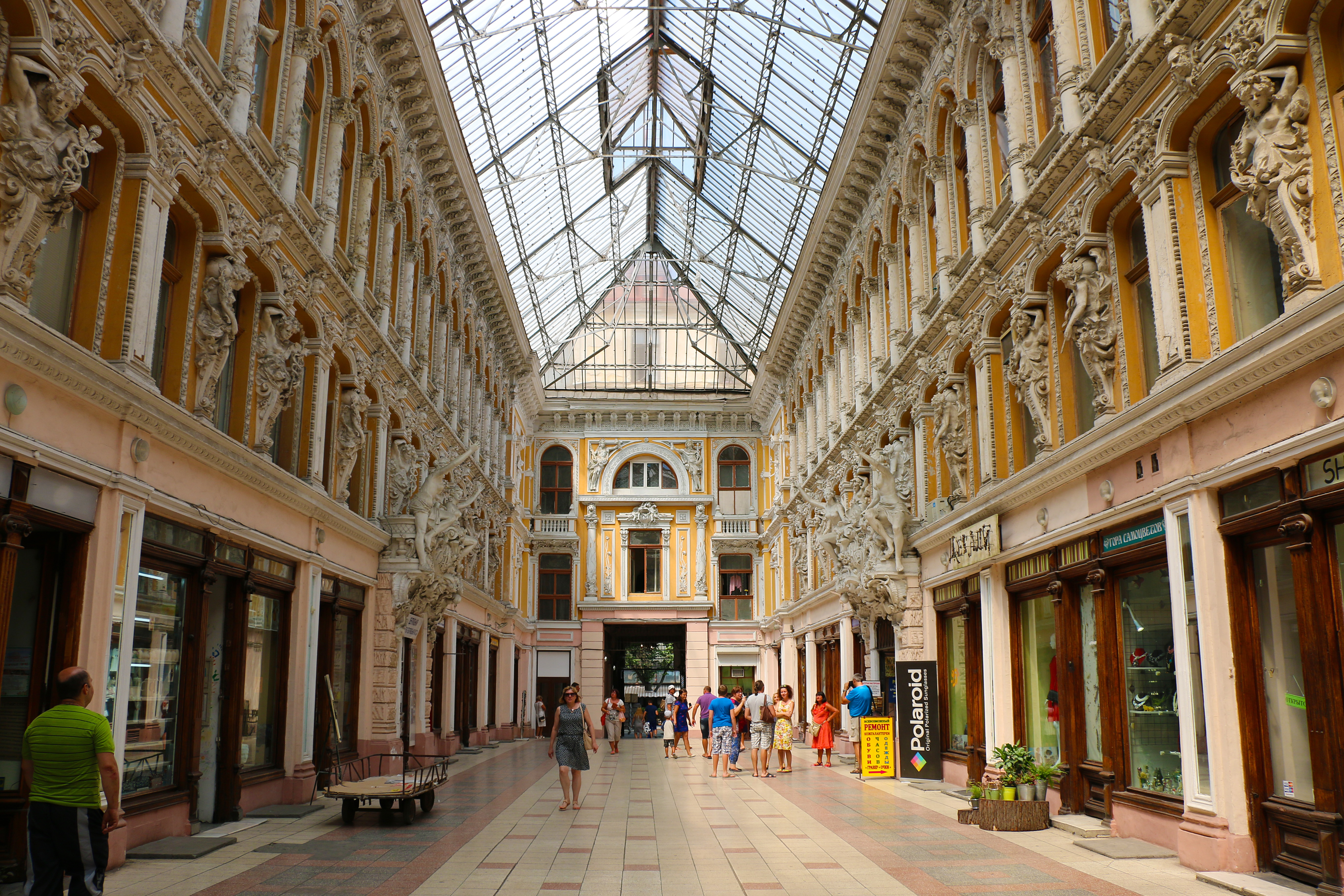
Внутреннее убранство
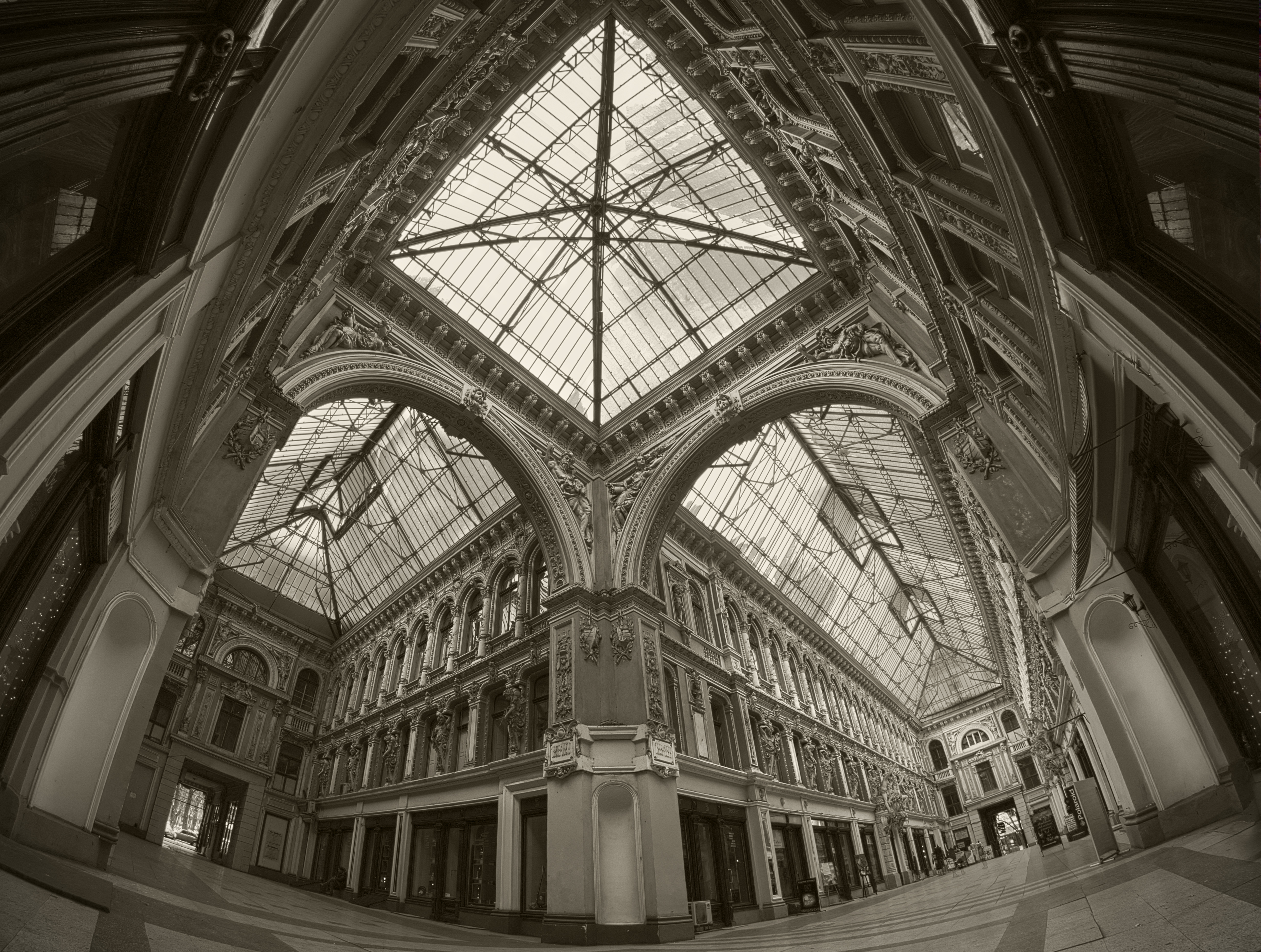
Внутреннее убранство